# Ophiuchidia rectivia
Ophiuchidia rectivia là một loài bướm đêm trong họ Noctuidae.